# プッシーキャッツ
『プッシーキャッツ』（原題: Josie and The Pussycats）は、2001年製作のアメリカ合衆国の映画。ハリー・エルフォントとデボラ・カプランの共同監督・脚本。ユニバーサル映画とMGMの合作。1970年にハンナ・バーベラ・プロダクション製作で放送されたアニメ『ドラドラ子猫とチャカチャカ娘』（Josie and the Pussycats）の映画化作品。日本では劇場公開されず、ビデオ・DVDの発売（ビデオスルー）のみ。
オリジナルアニメとはバンドメンバーの楽器編成が異なっている。アニメではギター、ドラム、タンバリンと言う編成だが、実写映画ではタンバリンがベースになり、ギター、ベース、ドラムの完全なスリーピースバンドになっている。ボーカルは両方ともギターが担当。

## キャスト
- レイチェル・リー・クック：ジョシー・マッコイ
- タラ・リード：メロディ・ヴァレンタイン
- ロザリオ・ドーソン：ヴァレリー・ブラウン
- アラン・カミング：ワイアット・フレイム
- パーカー・ポージー：フィオナ
- ガブリエル・マン：アラン M
- ミッシー・パイル：アレクサンドラ・キャボット
- パウロ・コスタンゾ：アレクサンダー・キャボット

## ストーリー
ジョシー、メロディ、ヴァレリーの仲良し3人組で結成されたガールズ・バンド"The Pussycats"は街のイベント等に出る位しか出番のないアマチュアバンド。しかし、ふとしたことからレコード会社のプロデューサーであるワイアット（悪役だが、プロデューサーとしての実力は確かな物がある）の目に留まり、CDデビュー。瞬く間に全米チャート1位を獲得してトップ・スターとなる。しかし、メガ・レコードの社長フィオナは、バンドを発掘してはその曲にサブリミナル効果を取り入れ、新商品を買うようにティーンエイジャーを操作していたのだった。そして、その秘密に近づいたり、疑問を感じたバンドは容赦なく切り捨てられ、事故を装って抹殺されていた。

## 音楽
主な楽曲はベイビーフェイスがプロデュースしている。彼のプロデュース作品はどちらかというとダンスミュージックが多いが、ここではストレートなロックミュージックをプロデュースしている。また、サントラでは別人が演奏・歌唱している（ただし、メインキャストの3人はバックコーラスでサントラの楽曲には参加している）が、メインキャストは事前に合宿をして、実際に演奏できるだけの楽器の腕前になって撮影に臨んだ。